# Ninanteus
Els ninantis (Nynantheae) són un subordre d'anemones de mar. En recents reorganitzacions s'ha considerat un tàxon invàlid, quedant substituït per Enthemonae.

## Classificació
La següent classificació, que actualment no es considera vàlida, era la que feia World Register of Marine Species abans de revisar i reorganitzar els cnidaris.
- Infraordre Athenaria, Carlgren, 1899
  - Família Andresiidae, Stephenson, 1922
  - Família Andwakiidae, Danielssen, 1890
  - Família Edwardsiidae, Andres, 1881
  - Família Galatheanthemidae, Carlgren, 1956
  - Família Halcampidae, Andres, 1883
  - Família Halcampoididae, Appellöf, 1896
  - Família Haliactiidae, Carlgren, 1949
  - Família Haloclavidae, Verrill, 1899
  - Família Ilyanthidae,
  - Família Limnactiniidae, Carlgren, 1921
  - Família Octineonidae, Fowler, 1894
- Infraordre Boloceroidaria, Carlgren, 1924
  - Família Boloceroididae, Carlgren, 1924
  - Família Nevadneidae, Carlgren, 1925
- Infraordre Thenaria, Carlgren, 1899
  - Superfamília Acontiaria, Stephenson, 1935
    - Família Acontiophoridae, Carlgren, 1938
    - Família Actinodendronidae, Haddon, 1898
    - Família Actinoscyphiidae, Stephenson, 1920
    - Família Aiptasiidae, Carlgren, 1924
    - Família Aiptasiomorphidae, Carlgren, 1949
    - Família Bathyphelliidae, Carlgren, 1932
    - Família Diadumenidae, Stephenson, 1920
    - Família Discosomidae,
    - Família Exocoelactiidae, Carlgren, 1925
    - Família Haliplanellidae, Hand, 1956
    - Família Hormathiidae, Carlgren, 1932
    - Família Isophelliidae, Stephenson, 1935
    - Família Metridiidae, Carlgren, 1893
    - Família Nemanthidae, Carlgren, 1940
    - Família Paractidae,
    - Família Sagartiidae, Gosse, 1858
    - Família Sagartiomorphidae, Carlgren, 1934

  - Superfamília Actinioidea, Rafinesque, 1815
    - Família Aurelianidae, Andres, 1883
    - Família Iosactiidae, Riemann-Zürneck, 1997
    - Família Stoichactidae, Carlgren, 1900

  - Superfamília Endomyaria, Stephenson, 1921
    - Família Actiniidae, Rafinesque, 1815
    - Família Aliciidae, Duerden, 1895
    - Família Condylanthidae, Stephenson, 1922
    - Família Homostichanthidae,
    - Família Liponematidae, Hertwig, 1882
    - Família Minyadidae, Milne Edwards, 1857
    - Família Phymanthidae, Andres, 1883
    - Família Stichodactylidae,Andres, 1883
    - Família Thalassianthidae, Milne Edwards, 1857

  - Superfamília Mesomyaria, Stephenson, 1921
    - Família Actinostolidae, Carlgren, 1932
    - Família Exocoelactinidae, Carlgren, 1925
    - Família Isanthidae, Carlgren, 1938

## Imatges

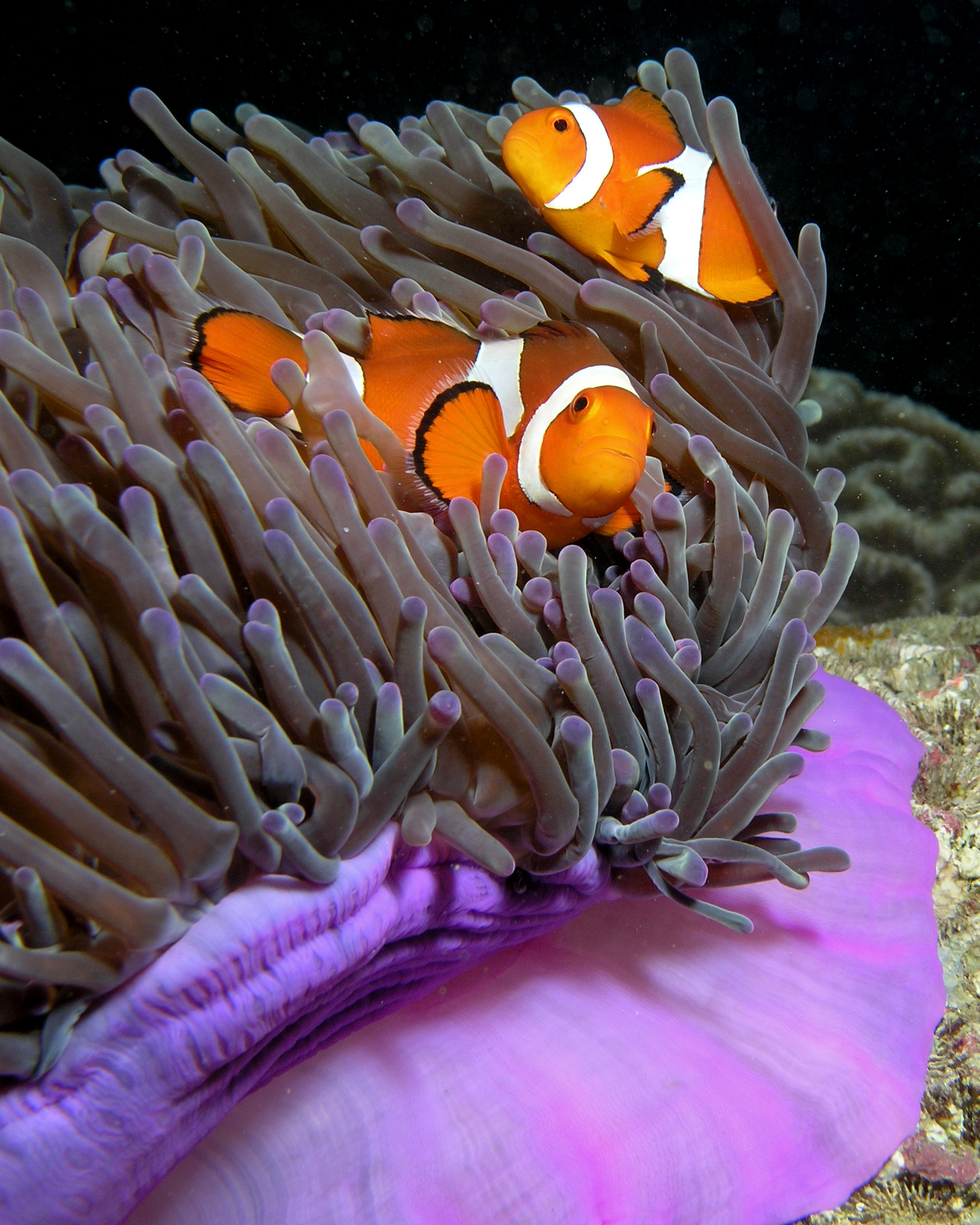
Heteractis magnifica
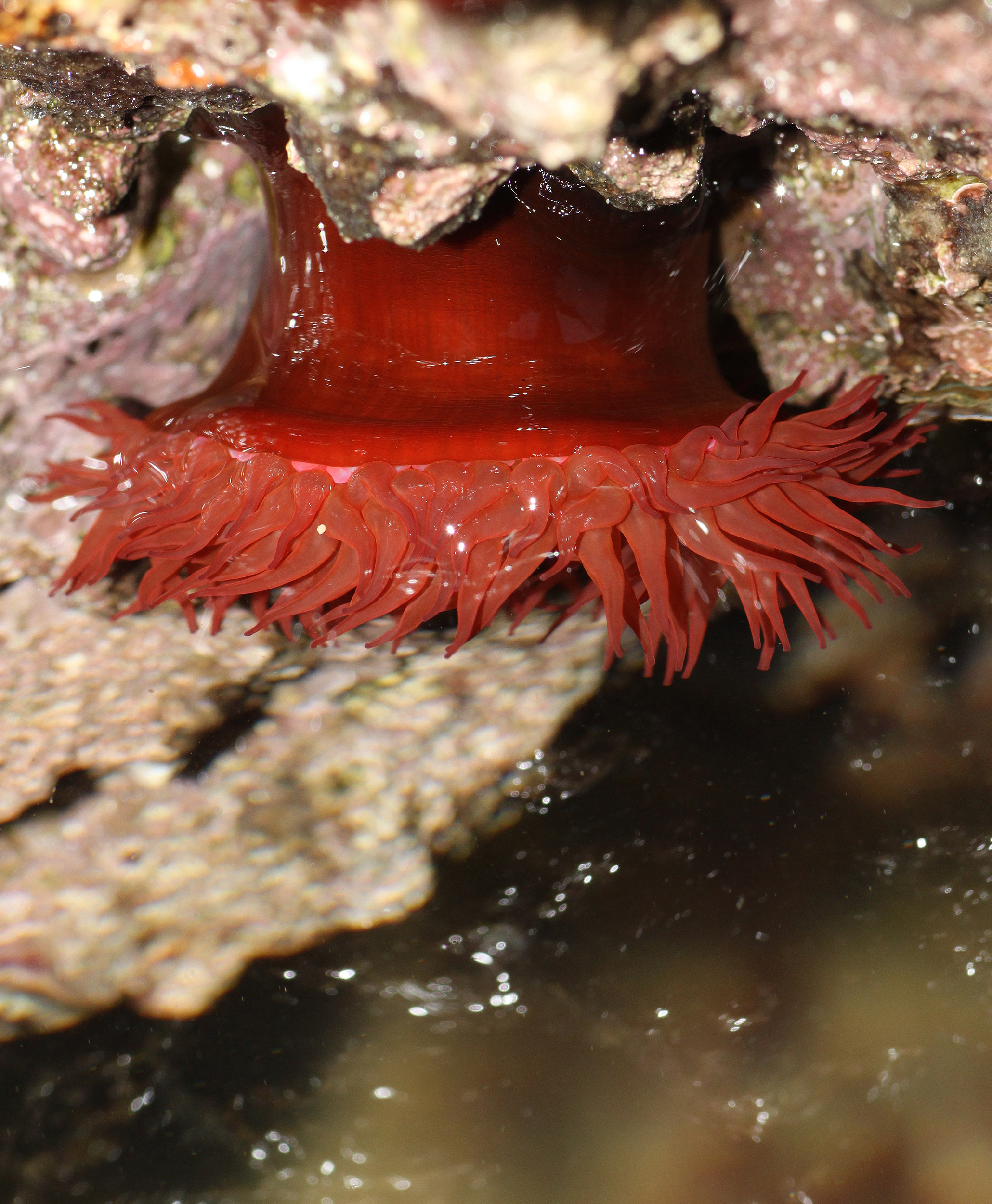
Actinia equina, una anemona coumna dels litorals europeus
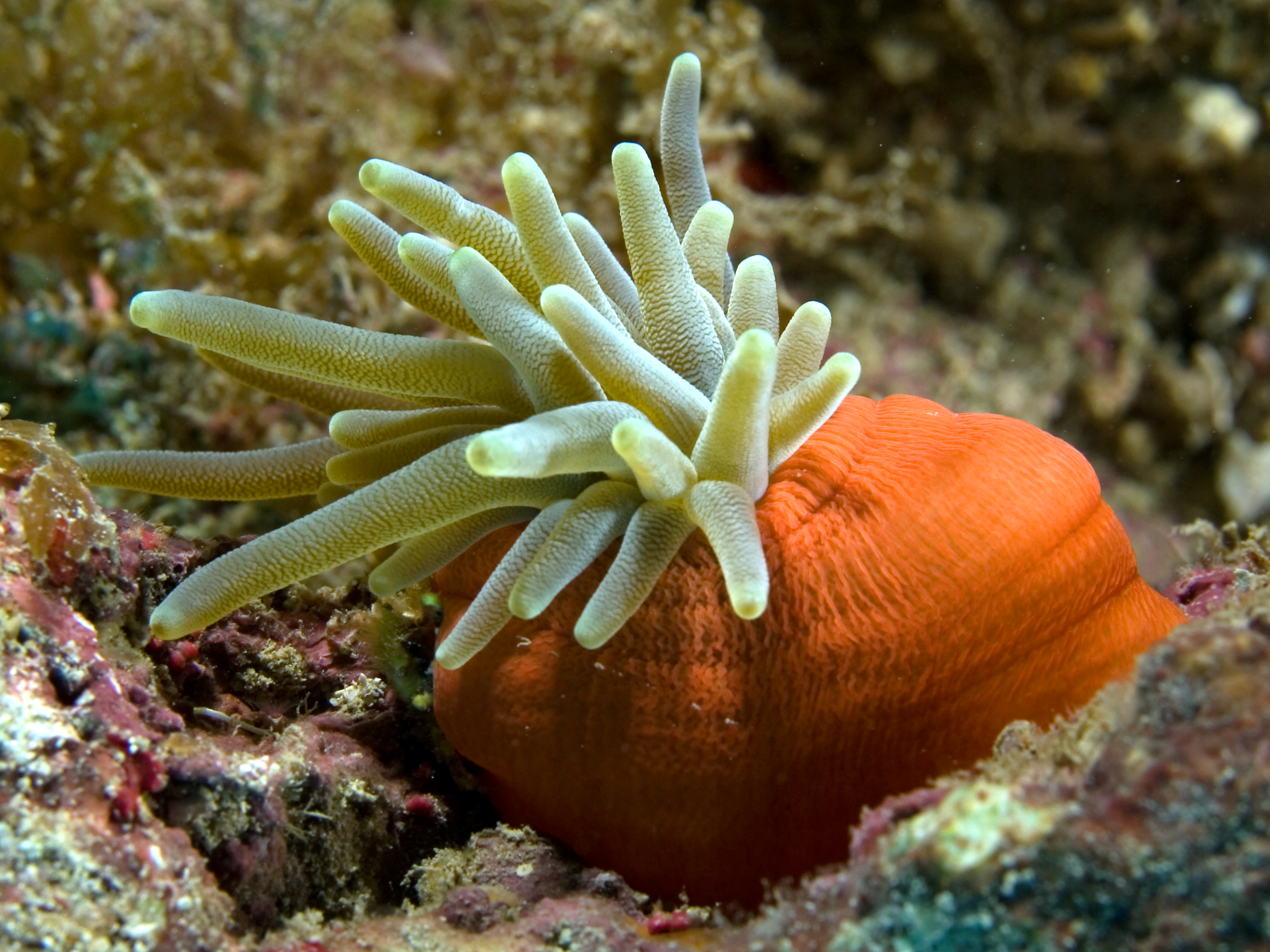
Condylactis gigantea, una Actiniidae
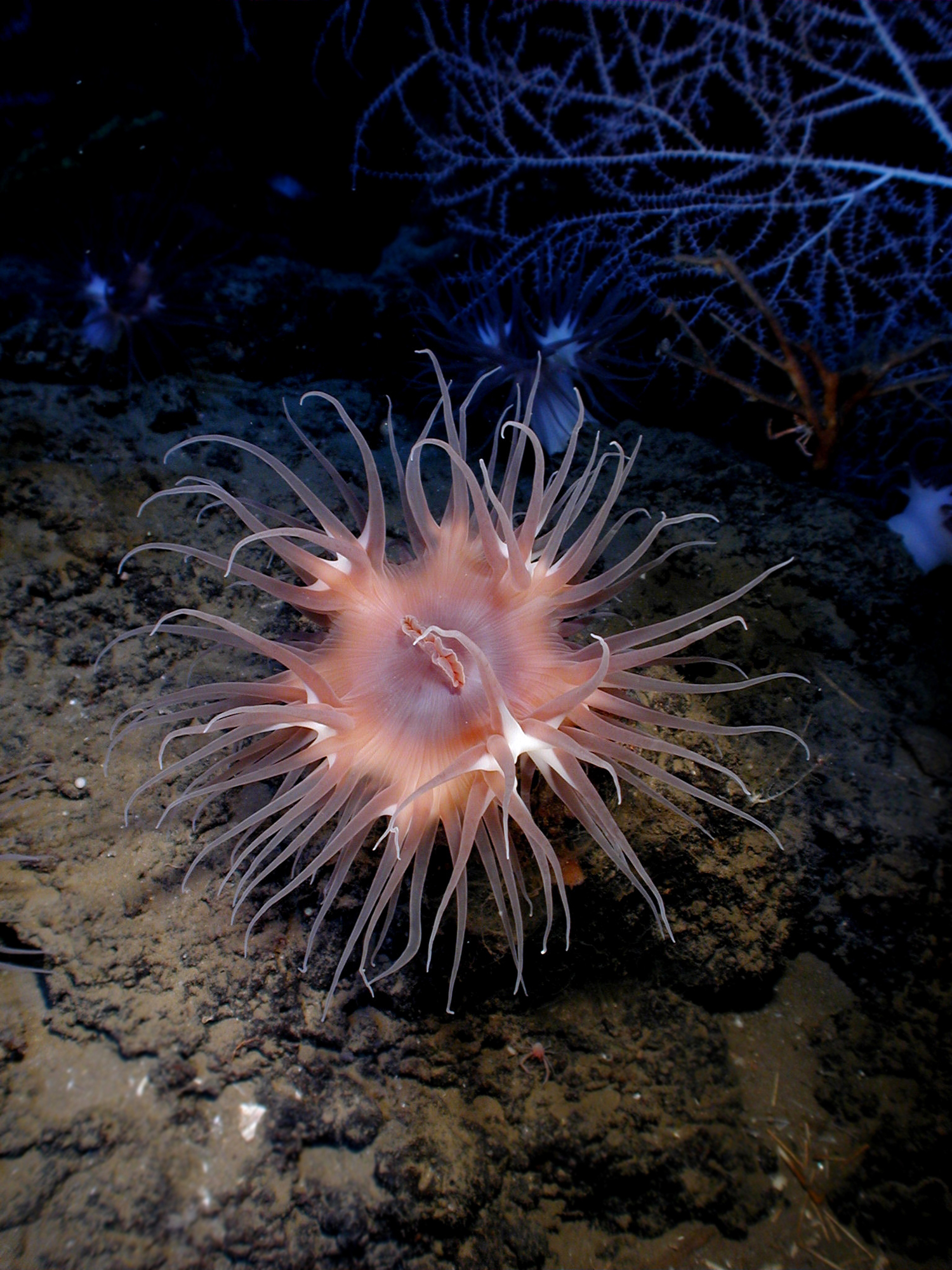
Actinostola sp., una Actinostolidae
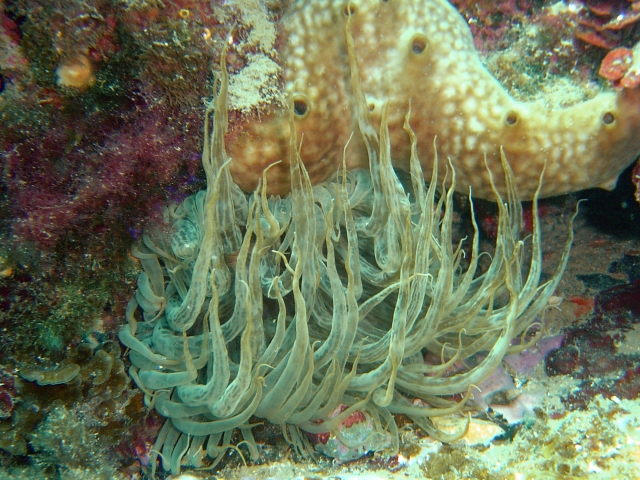
Aiptasia mutabilis, una Aiptasiidae
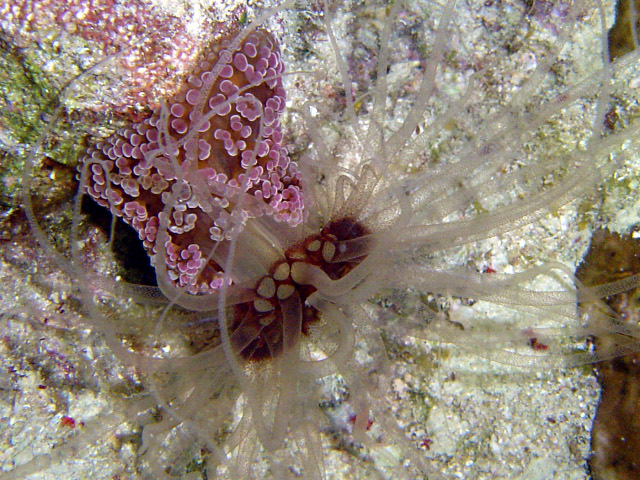
Alicia pretiosa, una Aliciidae
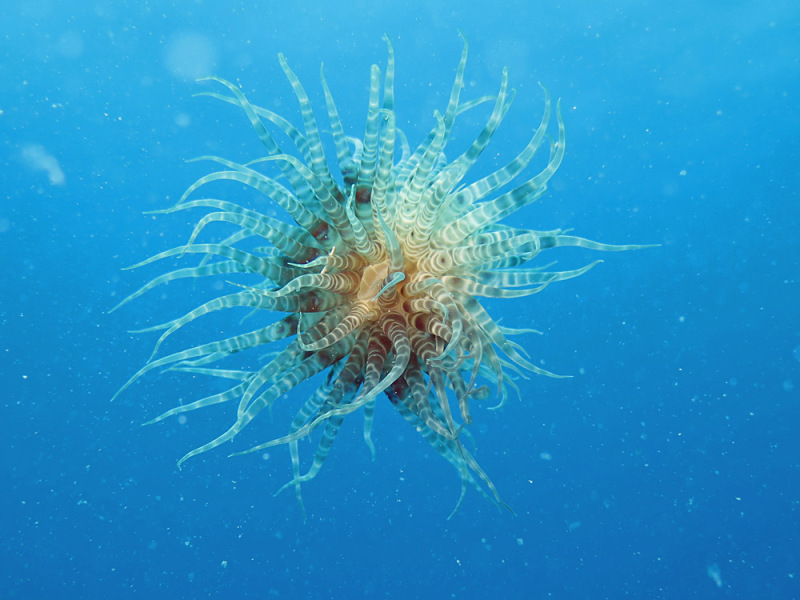
Boloceroides mcmurrichi, una Boloceroididae
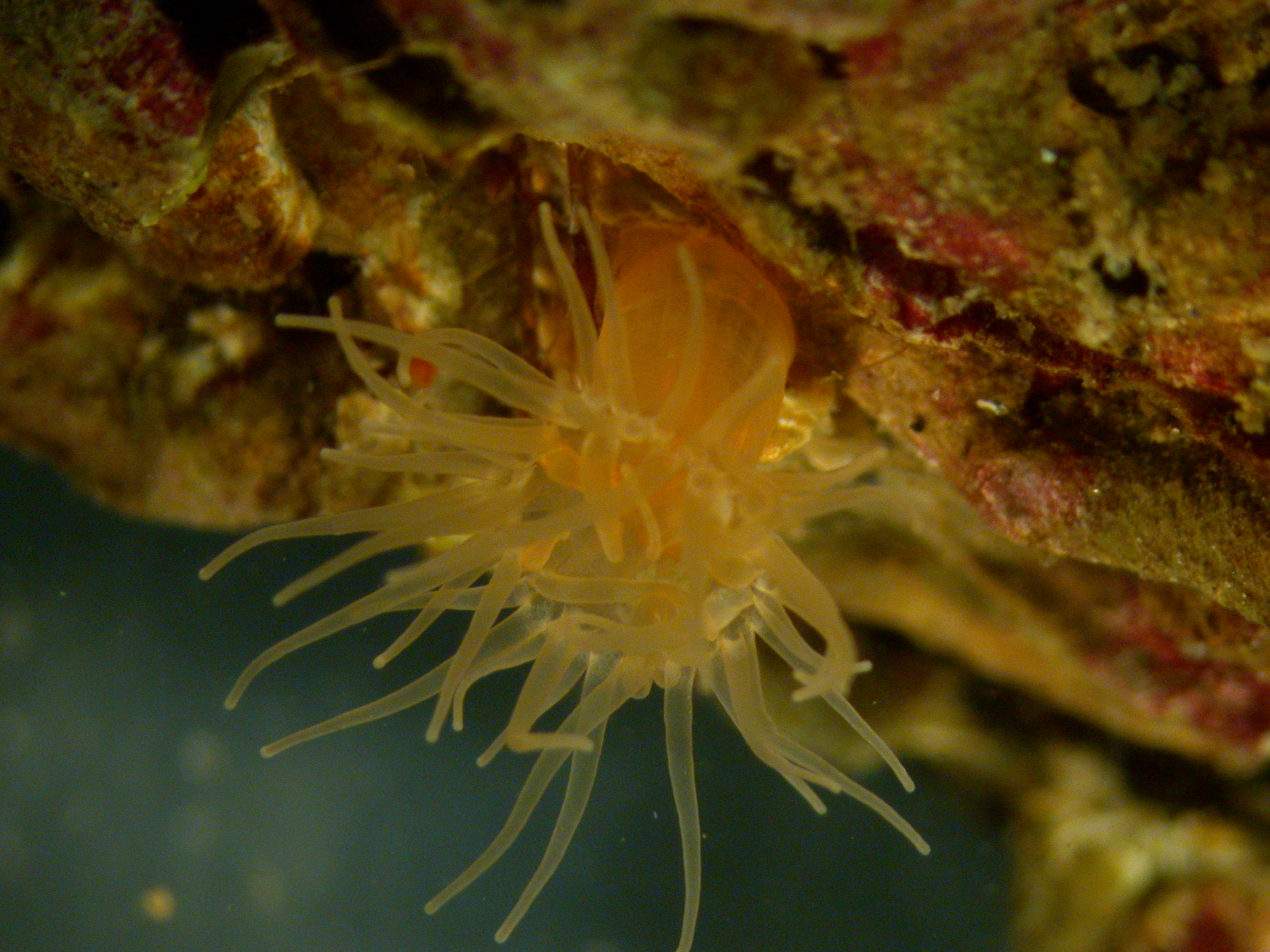
Diadumene cincta, una Diadumenidae
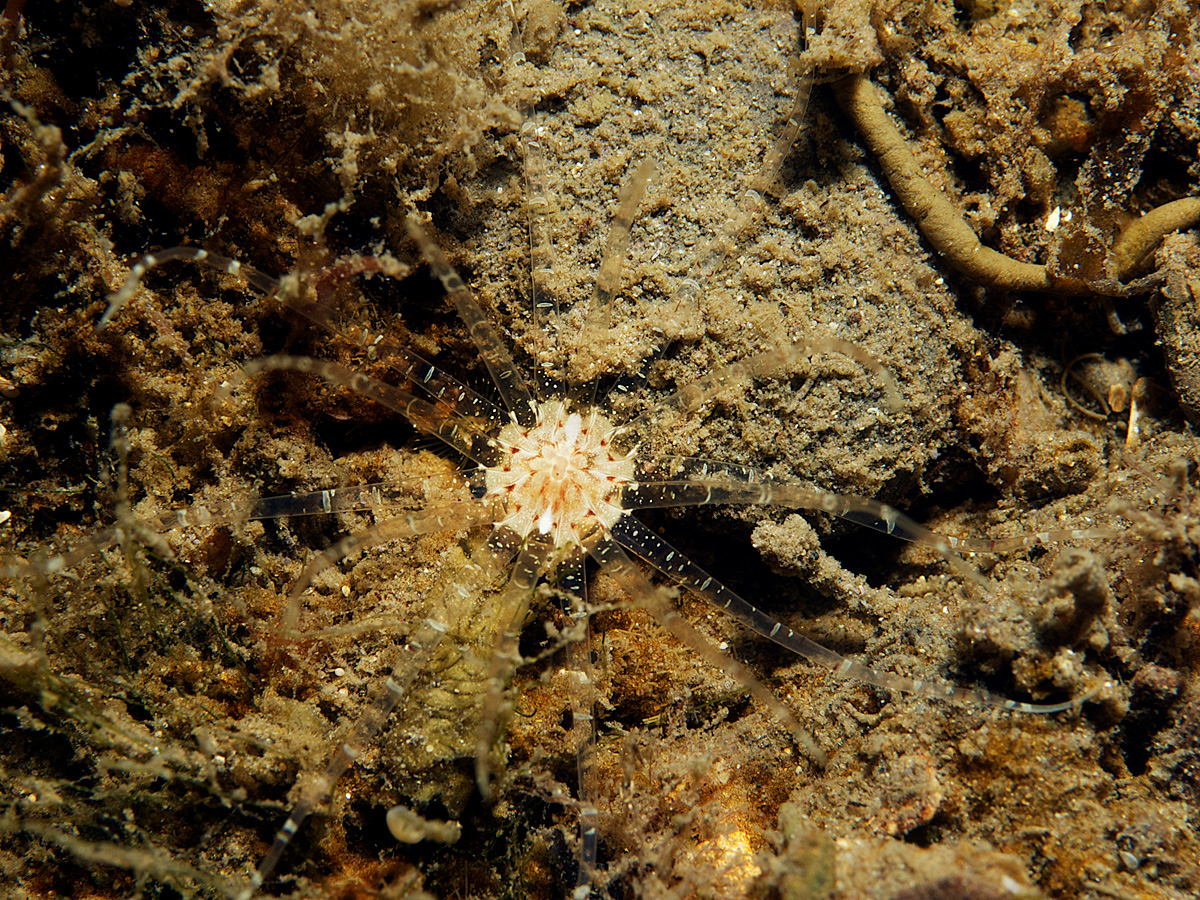
Edwardsia claparedii, una Edwardsiidae
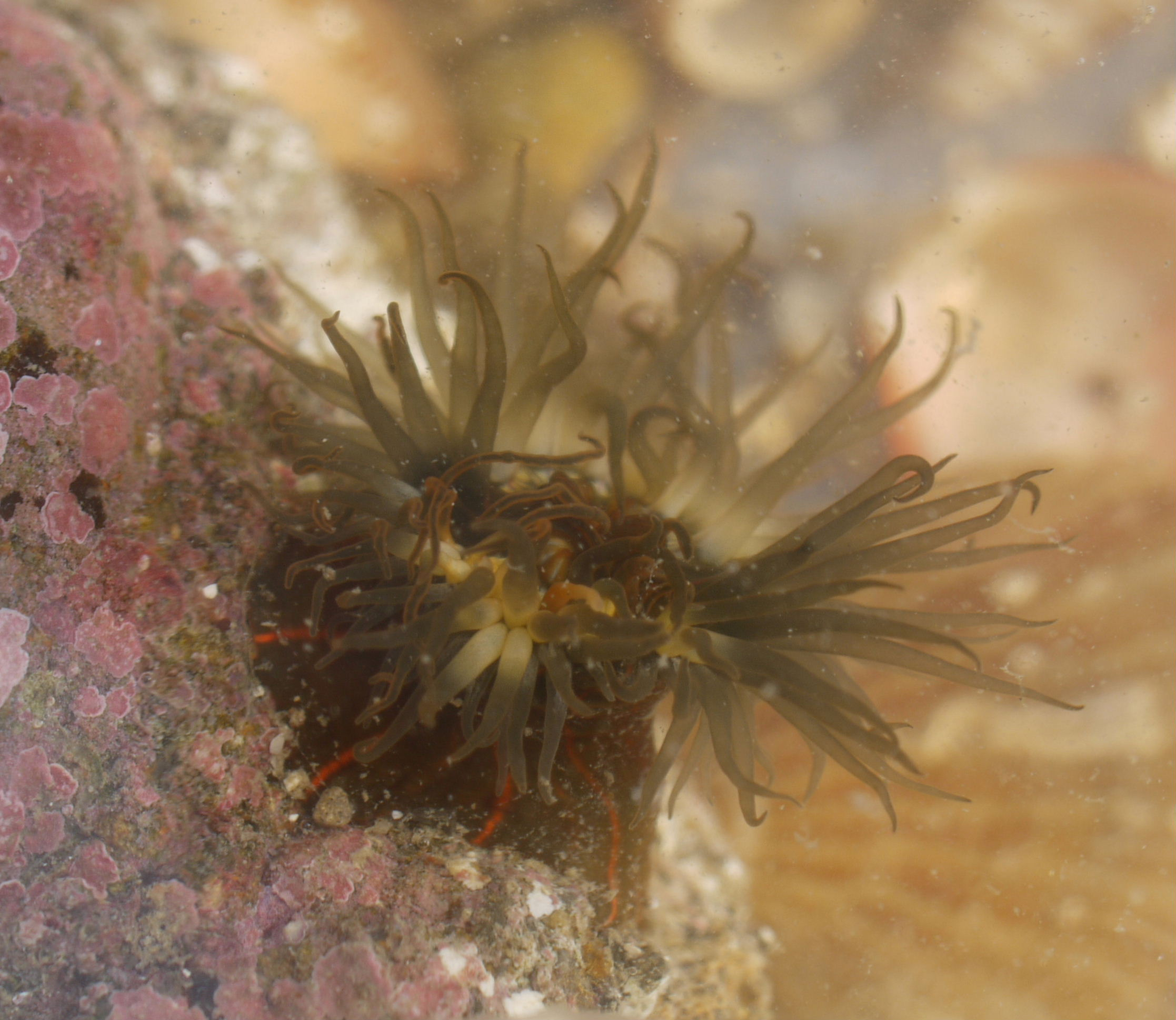
Haliplanella lineata, una Haliplanellidae
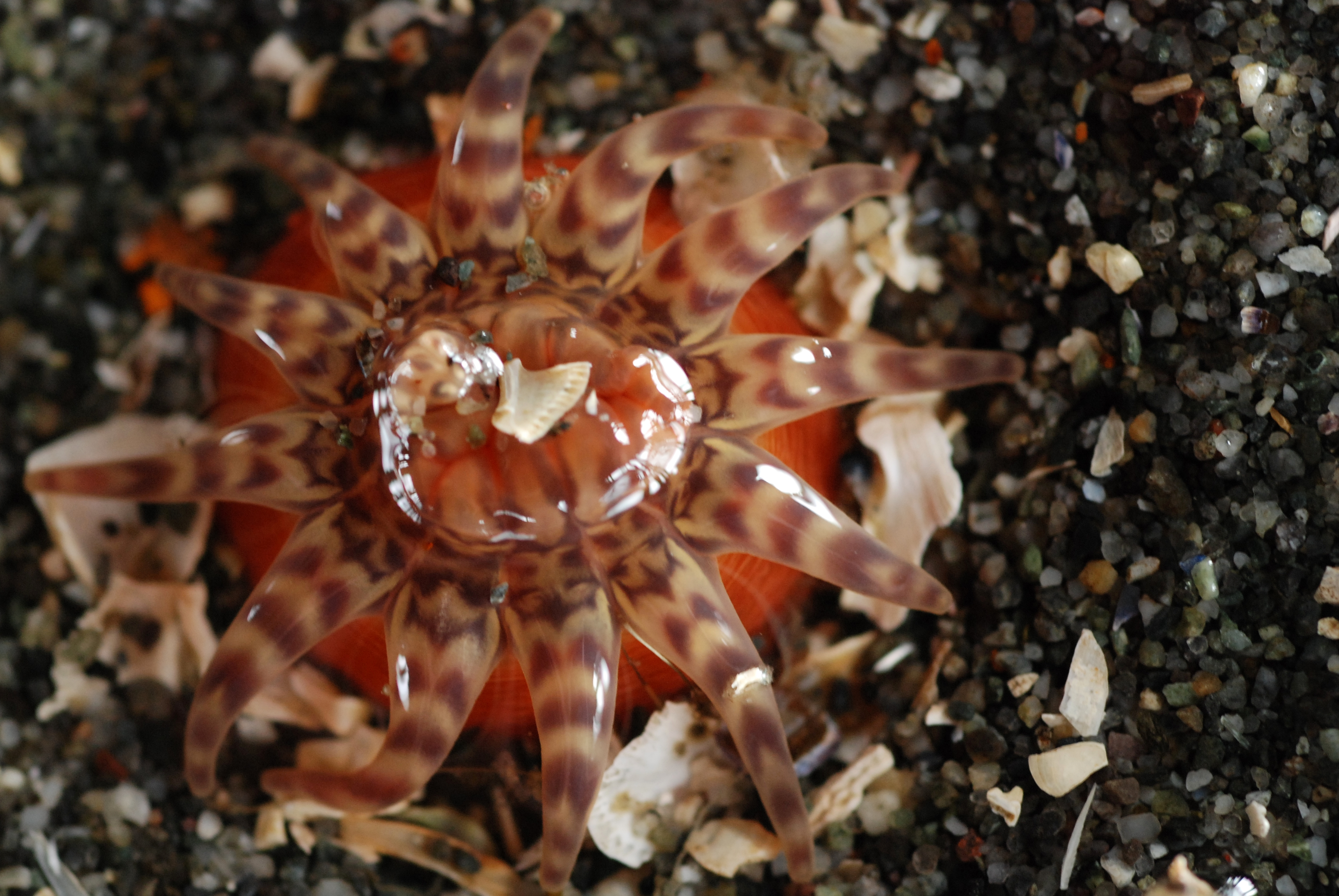
Peachia quinquecapitata, una Haloclavidae
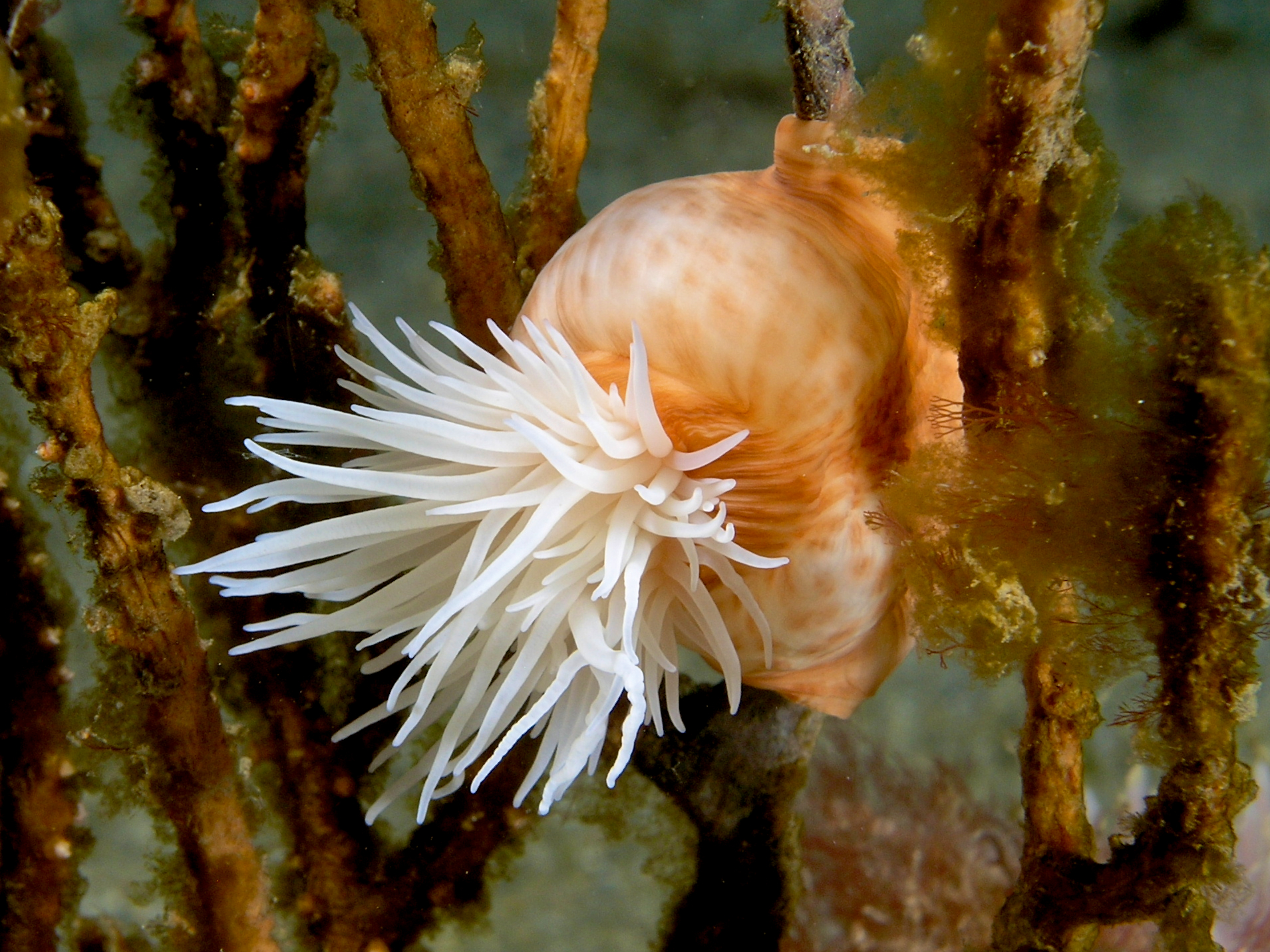
Amphianthus sp., una Hormathiidae
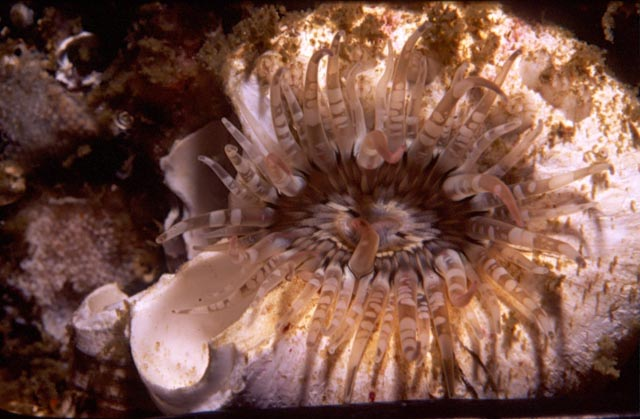
Isanthus capensis, una Isanthidae
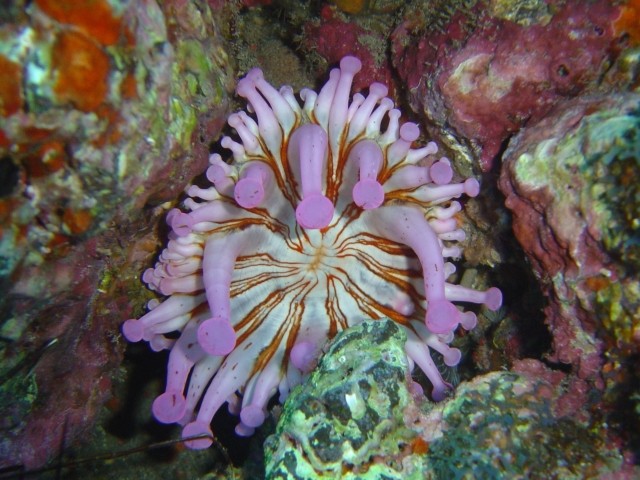
Telmatactis cricoides, una Isophelliidae
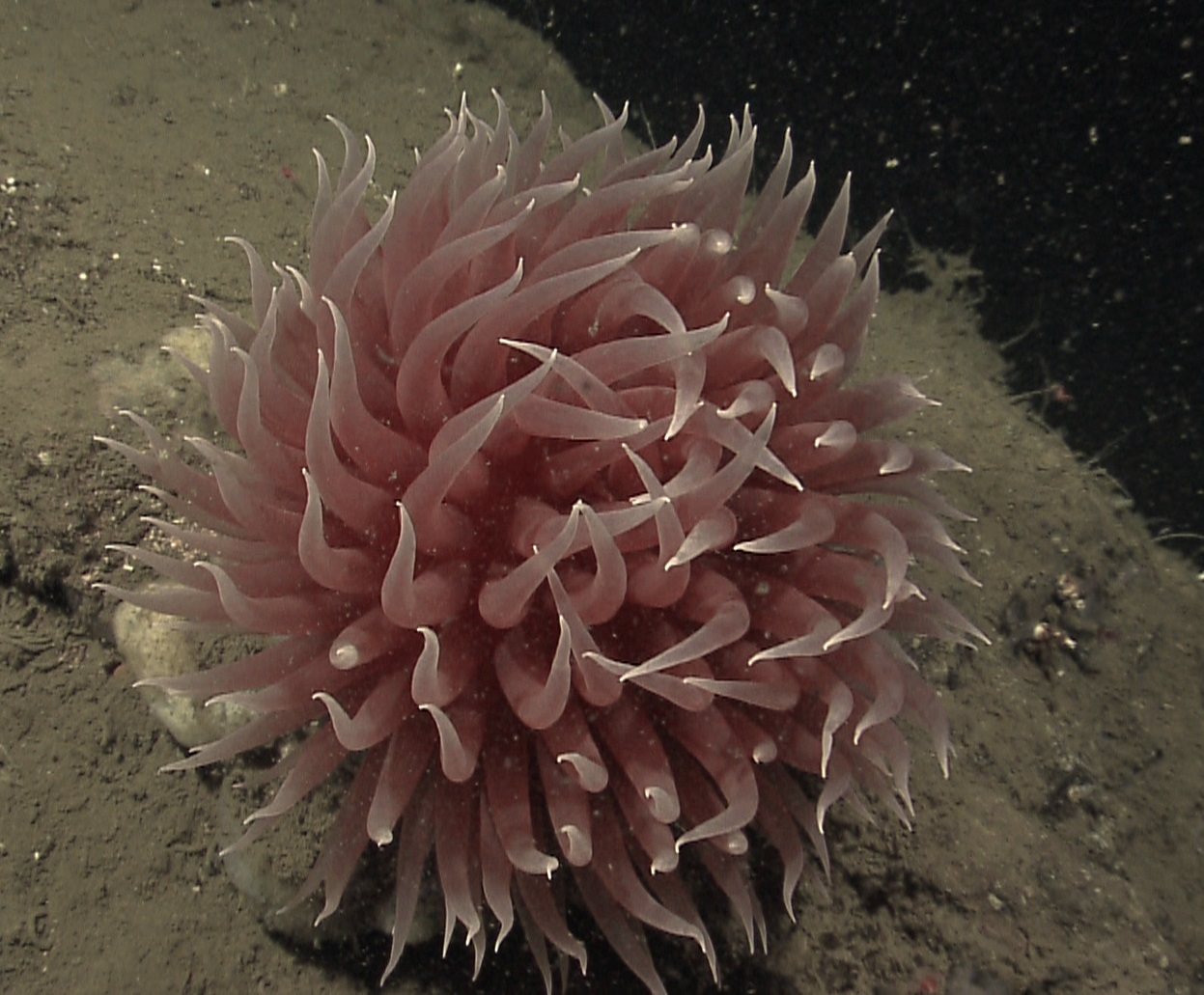
Liponema brevicorne, una Liponematidae
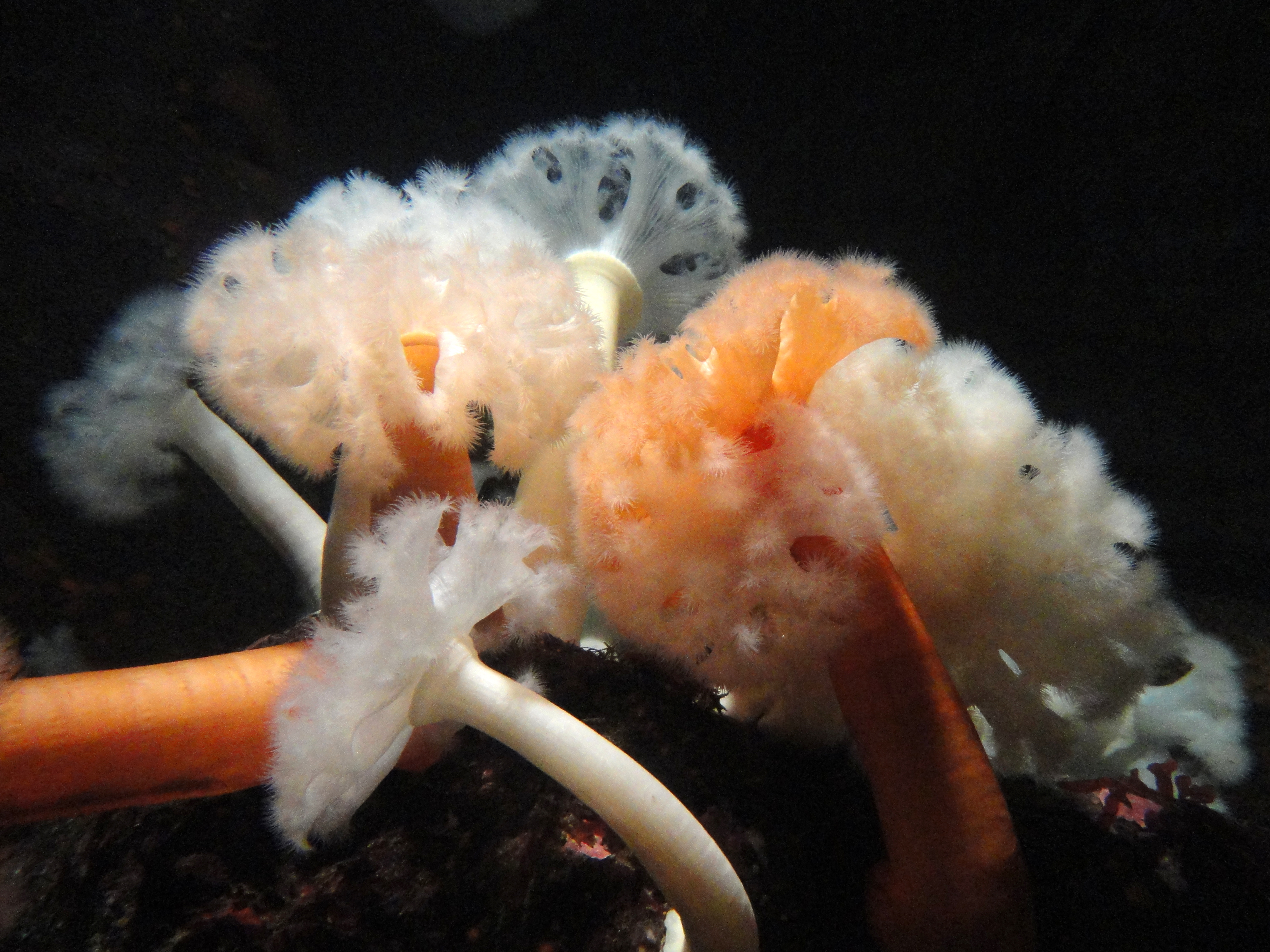
Metridium farcimen, una Metridiidae
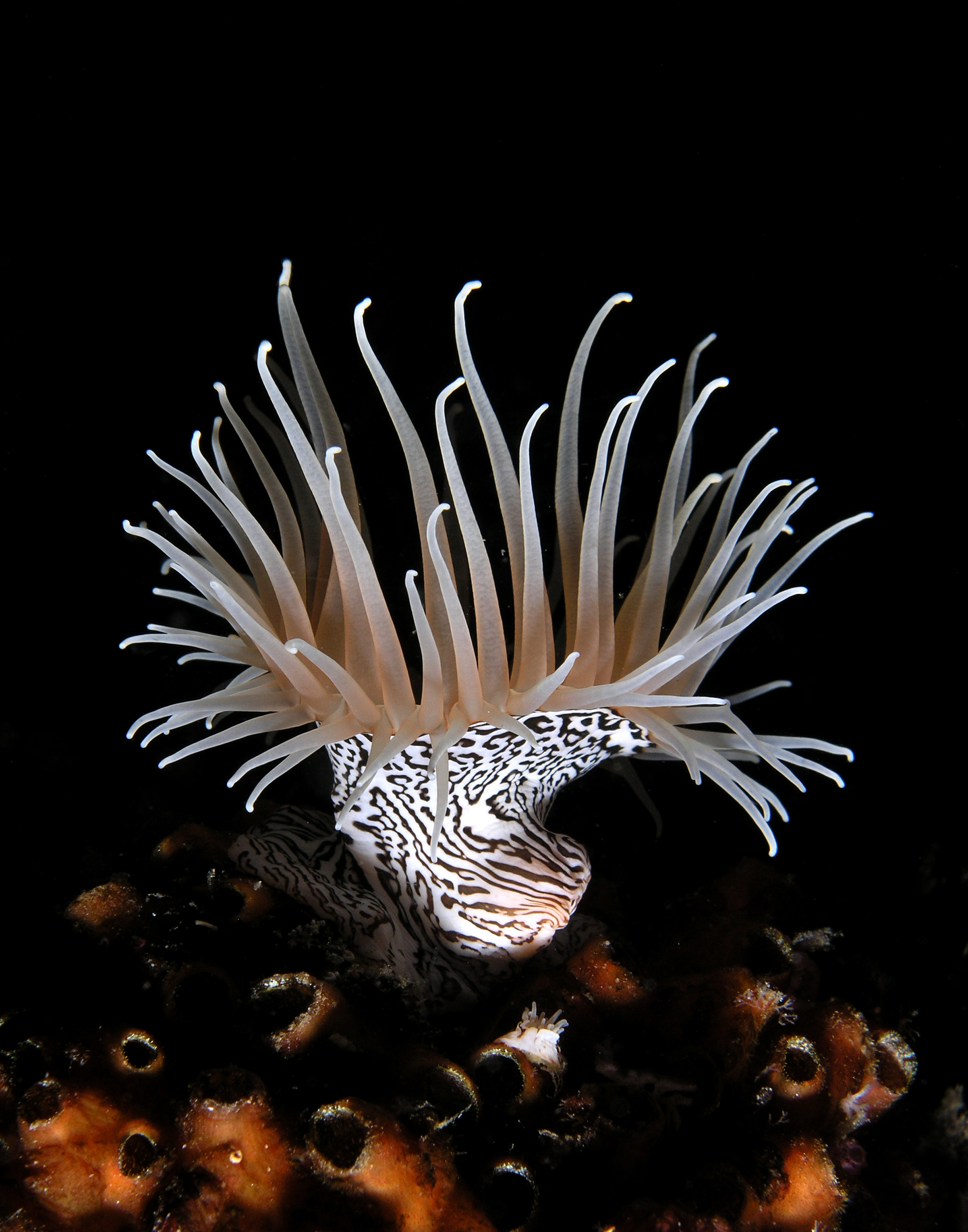
Nemanthus annamensis, una Nemanthidae
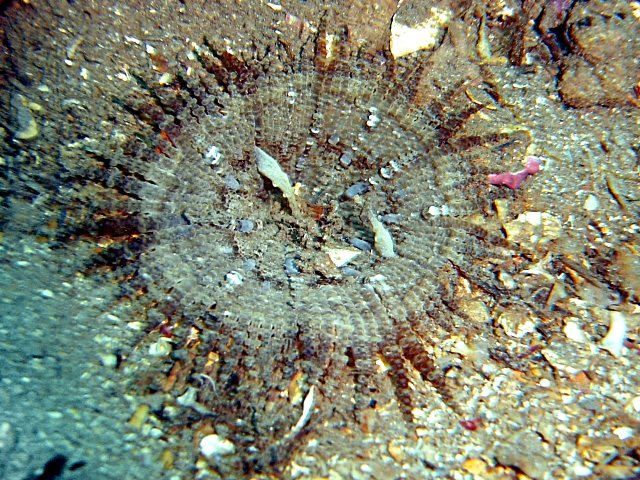
Phymanthus pulcher, una Phymanthidae
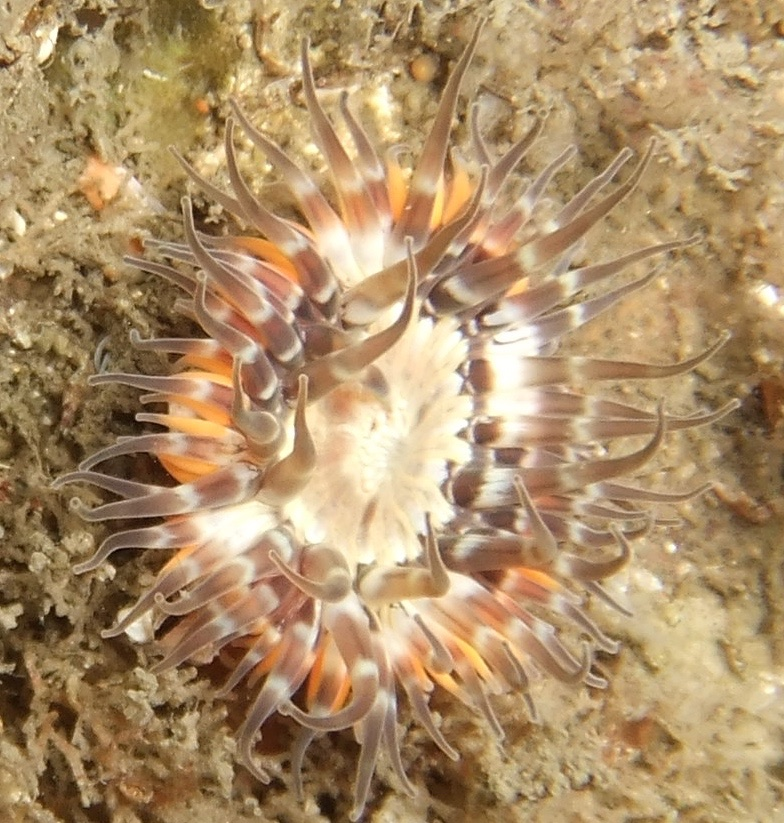
Sagartia elegans, una Sagartiidae
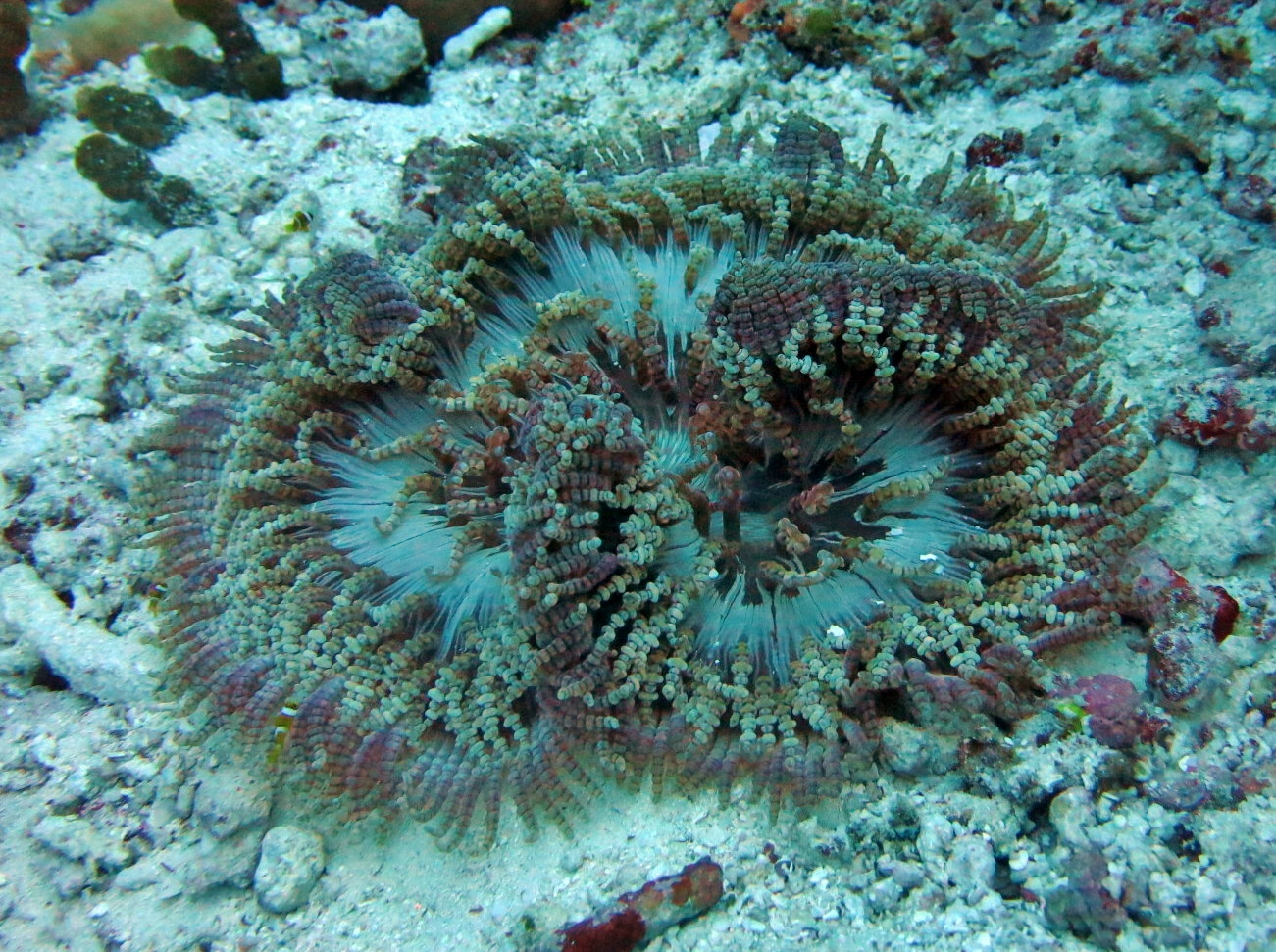
Heteractis aurora, una Stichodactylidae
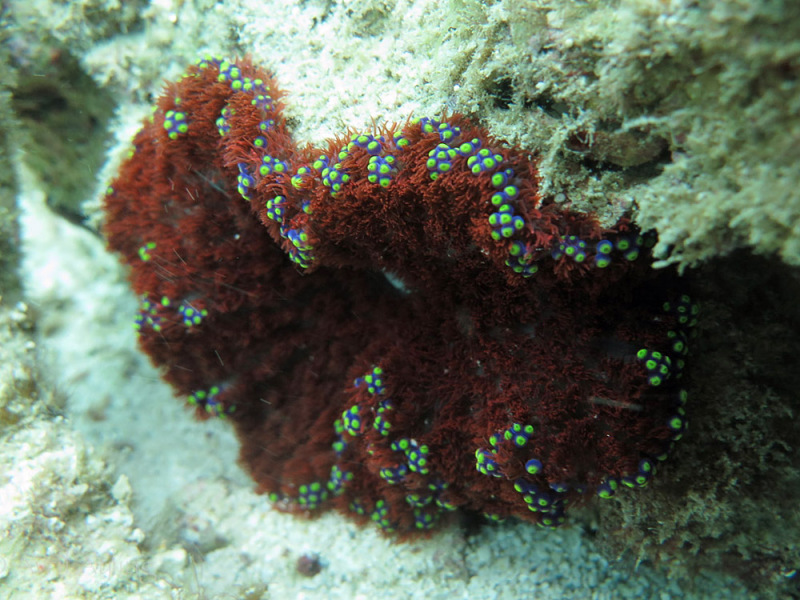
Thalassianthus aster, una Thalassianthidae